# Geiswiller-Zœbersdorf
Geiswiller-Zœbersdorf (deutsch Geisweiler-Zöbersdorf) ist eine französische Gemeinde mit 387 Einwohnern (Stand: 1. Januar 2021) im Département Bas-Rhin in der Europäischen Gebietskörperschaft Elsass und in der Region Grand Est. Sie gehört zum Arrondissement Saverne und zum Kanton Bouxwiller.

## Geographie
Geiswiller-Zœbersdorf liegt etwa 32 Kilometer nordwestlich von Strasbourg. Umgeben wird Geiswiller-Zœbersdorf von den Nachbargemeinden Bosselshausen im Norden, Issenhausen im Nordosten, Lixhausen im Osten, Wickersheim-Wilshausen im Osten und Südosten, Melsheim im Süden, Gottesheim im Südwesten, Printzheim im Westen sowie Bouxwiller im Nordwesten.

## Geschichte
Am 1. Januar 2018 wurden die bis dahin eigenständigen Gemeinden Geiswiller und Zœbersdorf zur heutigen Commune nouvelle Geiswiller-Zœbersdorf zusammengelegt. Der Verwaltungssitz befindet sich in Geiswiller.
Zur Ortsgeschichte vgl. die beiden Ortsartikel.

## Gliederung
| Ortsteil                        | ehemaliger INSEE-Code | Fläche (km²) | Einwohnerzahl (2016) |
| ------------------------------- | --------------------- | ------------ | -------------------- |
| Geiswiller (Verwaltungssitz)000 | 67153                 | 3,20         | 217                  |
| Zœbersdorf                      | 67560                 | 1,85         | 180                  |

## Sehenswürdigkeiten
- Protestantische Kirche in Geiswiller
- Protestantische Kirche in Zœbersdorf
- Gutshof Wendling in Zœbersdorf, seit 1999 Monument historique
- Fachwerkhäuser

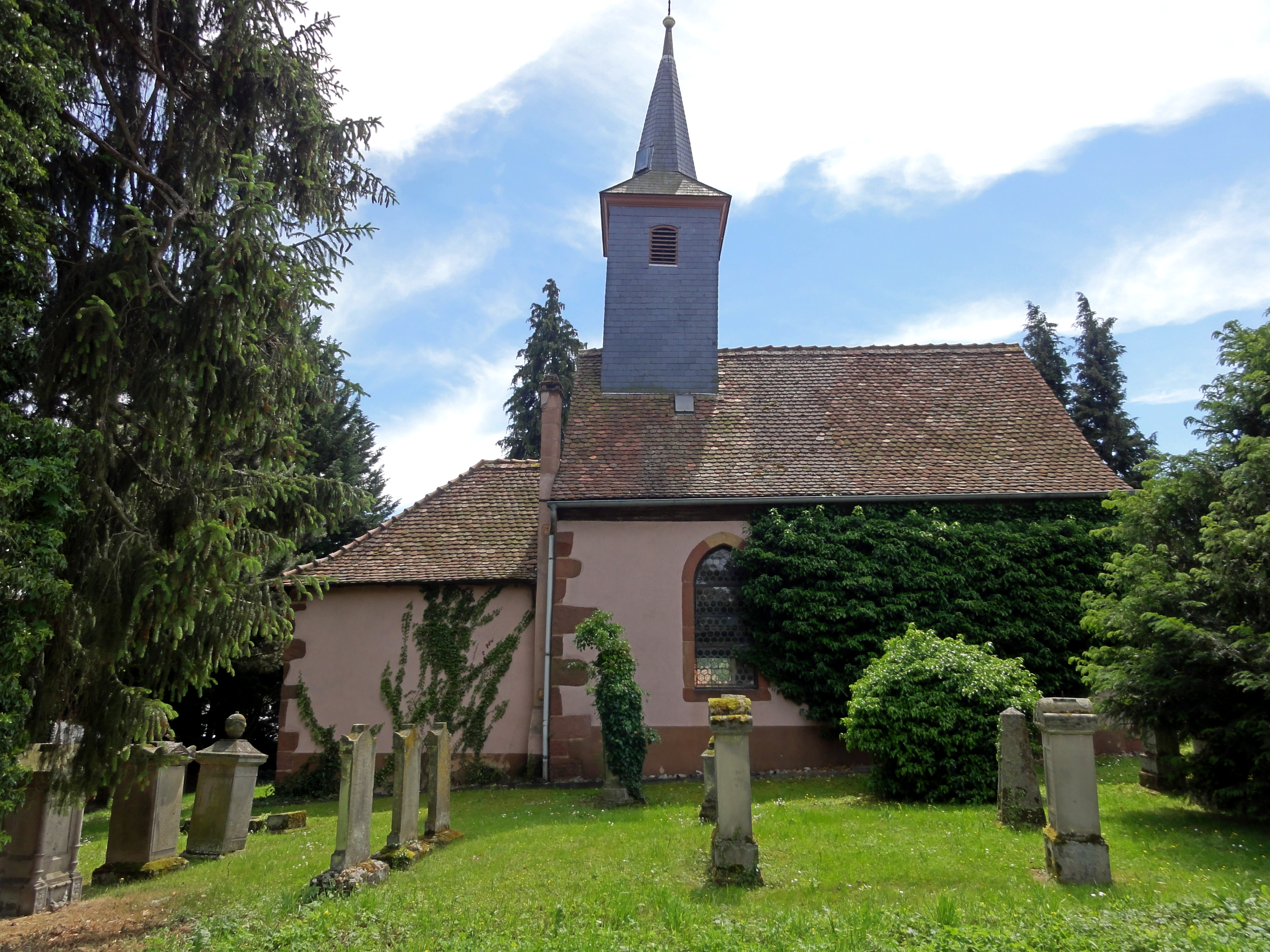
Protestantische Kirche von Geiswiller
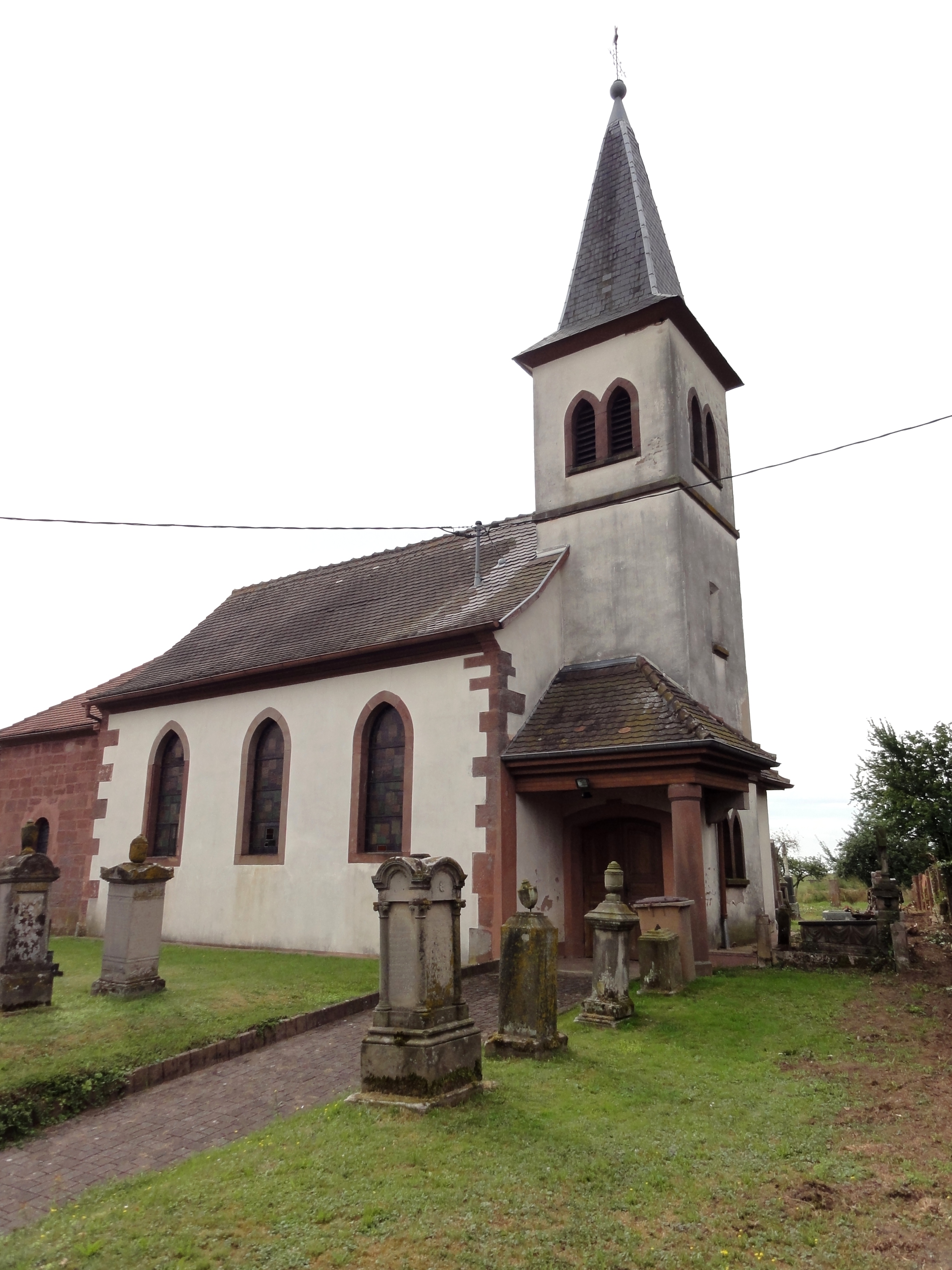
Protestantische Kirche von Zœbersdorf
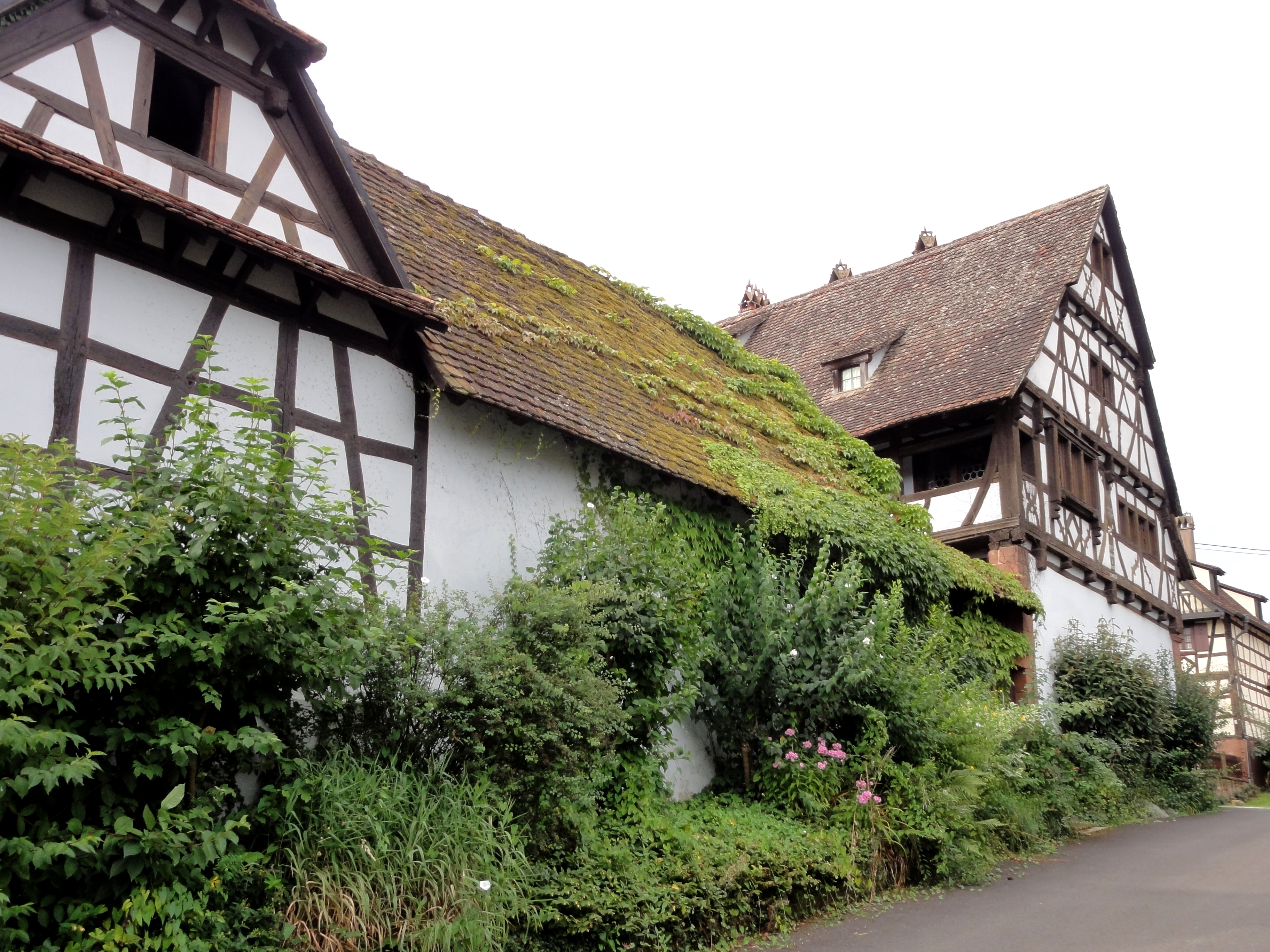
Gutshof Wendling